# Jacek Magdziński
Jacek Magdziński (nascido 20 de setembro de 1986 em Poznań, Polônia) é um futebolista polonês que atua na posição de atacante. Atualmente, joga pelo Wybrzeże Rewalskie Rewal.